# Huta (województwo warmińsko-mazurskie)
Huta – osada w Polsce położona w województwie warmińsko-mazurskim, w powiecie iławskim, w gminie Susz.
W latach 1975–1998 miejscowość administracyjnie należała do województwa elbląskiego.